# International Korfball Federation
A International Korfball Federation (IKF), anteriormente denominada Fédération Internationale de Korfball, é uma organização internacional que regula o esporte de corfebol a nivel mundial. Fundada no ano de 1933, tem como objectivos da IKF são a divulgação do corfebol a nível mundial, fornecendo apoio financeiro, material e estrutural aos países afiliados.

## História
A International Korfball Federation foi fundada em Antuérpia, na Bélgica a 11 de Junho de 1933 sob o nome de Fédération Internationale de Korfball.A IKF é o resultado do International Korfball Bureau que as associações de Corfebol Holandesa e Belga fundaram em 1924. Um dos fundadores da IKF foi o mestre de escola amesterdanês Nico Broekhuysen, que é geralmente creditado como o inventor do corfebol.
Posteriormente, sua sede foi transferida para os Países Baixos sob o nome atual. Em 2020, a sede da IKF foi transferida de Zeist para Utreque.
No ano de 1978, a International Korfball Federation organizou a primeira edição do Campeonato Mundial de Corfebol que foi realizada nos Países Baixos. A primeira edição nesse país contou com a participação de oito times de países de associações afiliadas.
Em 1 de março de 2022, em virtude da invasão russa à Ucrânia em 2022, a International Korfball Federation anunciou que a Federação Russa de Corfebol não seria convidada até novo aviso para qualquer competição internacional de corfebol. Isso implicava efetivamente que nenhum atleta russo participaria de qualquer evento internacional de corfebal. Além disso, a Federação Russa de Korfball não poderá candidatar-se à realização de qualquer evento IKF até novo aviso, não estando previstos quaisquer eventos IKF na Rússia.

## Torneios
A IKF organisa diversos torneios, nos quais parcipam times de países de associações afiliadas. Os seguintes torneios são organisados pela IKF:
- Campeonato Mundial de Corfebol
- Campeonatos continentais em todos os cinco continentes
- Campeonato Mundial de Corfebol Sub-21
- Campeonato Europeu de Corfebal
- European Bowl de corfebol
- Campeonato Europeu de Corfebal Sub-21
- Copa Europeia de corfebol
- Europa Shield
- University World Cup
- European University Championship Korfball (EUCK)

## Estrutura
Em 2022, o IKF tinha em total 69 membros. Eles estão divididos em cinco confederações continentais para a Europa, Ásia, Américas, África e Oceania. Em 2018, o último membro a se juntar foi a Tailândia.

### Membros por região
- Atualizado até 30 de março de 2022

69 membros:
| Número | Região  | Países |
| ------ | ------- | ------ |
| 1      | África  | 10     |
| 2      | Ásia    | 15     |
| 3      | Oceania | 2      |
| 4      | Europa  | 31     |
| 5      | América | 11     |
| Total  | Mundo   | 69     |

### Estados-membros
- África do Sul
- Alemanha
- Argentina
- Armênia
- Aruba
- Austrália
- Bélgica (co-fundador)
- Bielorrússia
- Bósnia e Herzegovina
- Botswana
- Bulgária
- Brasil
- Canadá
- Camarões
- Catalunha
- Chéquia
- China
- Chipre
- Coreia do Sul
- Costa do Marfim
- Costa Rica
- Croácia
- Curaçao
- Dinamarca
- Escócia
- Eslováquia
- Estados Unidos
- Filipinas
- Finlândia
- França
- Geórgia
- Gana
- Grécia
- Hong Kong
- Hungria
- Índia
- Indonésia
- Inglaterra
- Itália
- Irlanda
- Japão
- Luxemburgo
- Mongólia
- Macau
- Malawi
- Malásia
- Marrocos
- Nepal
- Nova Zelândia
- País de Gales
- Países Baixos (co-fundador)
- Papua-Nova Guiné
- Paquistão
- Polónia
- Portugal
- Quênia
- República Dominicana
- Roménia
- Rússia
- Sérvia
- Singapura
- Suécia
- Suíça
- Suriname
- Taiwan
- Turquia
- Ucrânia
- Zâmbia
- Zimbabwe

#### Estados candidatos
- Angola
- Lituânia
- Eslovênia

## Presidentes
A IKF teve seis presidentes até agora. Todos os seis são dos Países Baixos.
| Início | Fim  | Nome              | Nacionalidade |
| ------ | ---- | ----------------- | ------------- |
| 1933   | 1946 | Nico Broekhuijsen | Países Baixos |
| 1946   | 1954 | S.A. Wilson       | Países Baixos |
| 1954   | 1964 | H.J. Venema       | Países Baixos |
| 1964   | 1981 | Herman Duns       | Países Baixos |
| 1981   | 1988 | Jo Roosenschoon   | Países Baixos |
| 1988   | 2003 | Bob de Die        | Países Baixos |
| 2003   |      | Jan Fransoo       | Países Baixos |

## Conselho
O Conselho da IKF é composto por um Presidente, um Secretário-Geral, um Vice-Presidente Sénior, três outros membros do Comité Executivo e até cinco Vice-Presidentes Continentais.
| Membro de conselho | Posição                              | País          |
| ------------------ | ------------------------------------ | ------------- |
| Jan Fransoo        | Presidente                           | Países Baixos |
| Bjorn Elewaut      | Membro do Comitê Executivo           | Bélgica       |
| Danielle Ruts      | Vice-Presidente Sénior               | Bélgica       |
| Gert Dijkstra      | Delegado Especial para Concursos     | Países Baixos |
| Anita Derks        | Membro do Comitê Executivo           | Países Baixos |
| Joana Faria        | Secretário-Geral                     | Portugal      |
| Kevin Allen        | Membro do Comitê Executivo           | Inglaterra    |
| Chris Theyse       | Vice-Presidente Continental, África  | África do Sul |
| Ying-Che Huang     | Vice-Presidente Continental, Ásia    | Taipé Chinesa |
| Tim Miller         | Vice-Presidente Continental, Oceania | Austrália     |
| Vacant             | Vice-Presidente Continental, Europa  | Europa        |